# Ufficio notificazioni, esecuzioni e protesti
L'ufficio notificazioni, esecuzioni e protesti (in acronimo, UNEP) è l'ufficio presente presso i tribunali ordinari italiani all'interno del quale prestano servizio, tra gli altri, gli ufficiali giudiziari. La struttura è competente per le notifiche e adempimenti procedurali previsti per l'esecuzione forzata e le notifiche relative ai protesti.